# Portugal op het Eurovisiesongfestival 2020
Portugal zou deelnemen aan het Eurovisiesongfestival 2020 in Rotterdam, Nederland. Het zou de 52ste deelname van het land aan het Eurovisiesongfestival geweest zijn. De RTP was verantwoordelijk voor de Portugese bijdrage voor de editie van 2020.

## Selectieprocedure
Traditiegetrouw koos Portugal zijn bijdrage voor het Eurovisiesongfestival via het Festival da Canção. Er werden twee halve finales georganiseerd, op 22 en 29 februari 2020. Beide halve finales werden uitgezonden vanuit de RTP-studio's in Lissabon. De helft van de punten werd verdeeld door een vakjury, de andere helft door het publiek via televoting. Vier van de acht nummers per halve finale stootten door naar de finale.
De finale werd gehouden in het Coliseu Comendador Rondão de Almeida in Elvas en werd gepresenteerd door Filomena Cautela en Vasco Palmeirim. De punten werden voor de helft toegekend door vijf regionale jury's en voor de andere helft door het grote publiek. Bij een gelijkstand gaven de punten van het publiek de doorslag. Elisa Silva eindigde bij beide groepen op de tweede plaats, maar vergaarde hiermee genoeg punten om winnaar te worden.

## Festival da Canção 2020

### Halve finales
22 februari 2020
| Plaats | Artiest            | Lied                   | Jury | Publiek | Totaal |
| ------ | ------------------ | ---------------------- | ---- | ------- | ------ |
| 1      | Elisa Silva        | Medo de sentir         | 10   | 10      | 20     |
| 2      | Bárbara Tinoco     | Passe-partout          | 8    | 12      | 20     |
| 3      | Filipe Sambado     | Gerbera amarela do Sul | 12   | 5       | 17     |
| 4      | Throes + The Shine | Movimento              | 7    | 7       | 14     |
| 5      | Blasted            | Rebellion              | 6    | 8       | 14     |
| 6      | JJaZZ              | Agora                  | 3    | 6       | 9      |
| 7      | Ian Mucznik        | O dia de amanhã        | 4    | 4       | 8      |
| 8      | MEERA              | Copo de gin            | 5    | 3       | 8      |

29 februari 2020
| Plaats | Artiest                      | Lied                 | Jury | Publiek | Totaal |
| ------ | ---------------------------- | -------------------- | ---- | ------- | ------ |
| 1      | Jimmy P                      | Abensonhado          | 10   | 12      | 22     |
| 2      | Kady                         | Diz só               | 12   | 8       | 20     |
| 3      | Tomás Luzia                  | Mais real que o amor | 5    | 10      | 15     |
| 4      | Elisa Rodrigues              | Não voltes mais      | 8    | 5       | 13     |
| 5      | Luiz Caracol e Gus Liberdade | Dói-me o país        | 7    | 6       | 13     |
| 6      | Dubio feat. +351             | Cegueira             | 4    | 7       | 11     |
| 7      | Judas                        | Cubismo enviesado    | 6    | 4       | 10     |
| 8      | Cláudio Frank                | Quero-te abraçar     | 3    | 3       | 6      |

### Finale
8 maart 2020
| Plaats | Artiest            | Lied                   | Jury | Publiek | Totaal |
| ------ | ------------------ | ---------------------- | ---- | ------- | ------ |
| 1      | Elisa Silva        | Medo de sentir         | 10   | 10      | 20     |
| 2      | Bárbara Tinoco     | Passe-partout          | 6    | 12      | 18     |
| 3      | Filipe Sambado     | Gerbera amarela do Sul | 12   | 4       | 16     |
| 4      | Kady               | Diz só                 | 8    | 7       | 15     |
| 5      | Jimmy P            | Abensonhado            | 7    | 6       | 13     |
| 6      | Throes + The Shine | Movimento              | 6    | 5       | 11     |
| 7      | Tomás Luzia        | Mais real que o amor   | 3    | 8       | 11     |
| 8      | Elisa Rodrigues    | Não voltes mais        | 4    | 3       | 7      |

## In Rotterdam
Portugal zou aantreden in de tweede helft van de tweede halve finale, op 14 mei 2020. Het Eurovisiesongfestival 2020 werd evenwel geannuleerd vanwege de COVID-19-pandemie.
1964 · 1965 · 1966 · 1967 · 1968 · 1969 · 1970 · 1971 · 1972 · 1973 · 1974 · 1975 · 1976 · 1977 · 1978 · 1979 · 1980 · 1981 · 1982 · 1983 · 1984 · 1985 · 1986 · 1987 · 1988 · 1989 · 1990 · 1991 · 1992 · 1993 · 1994 · 1995 · 1996 · 1997 · 1998 · 1999 · 2000 · 2001 · 2002 · 2003 · 2004 · 2005 · 2006 · 2007 · 2008 · 2009 · 2010 · 2011 · 2012 · 2013 · 2014 · 2015 · 2016 · 2017 · 2018 · 2019 · 2020 · 2021 · 2022 · 2023 · 2024 · 2025
Albanië · Armenië · Australië · Azerbeidzjan · België · Bulgarije · Cyprus · Denemarken · Duitsland · Estland · Finland · Frankrijk · Georgië · Griekenland · Ierland · IJsland · Israël · Italië · Kroatië · Letland · Litouwen · Malta · Moldavië · Nederland · Noord-Macedonië · Noorwegen · Oekraïne · Oostenrijk · Polen · Portugal · Roemenië · Rusland · San Marino · Servië · Slovenië · Spanje · Tsjechië · Verenigd Koninkrijk · Wit-Rusland · Zweden · Zwitserland